# Oresbius laticeps
Oresbius laticeps là một loài tò vò trong họ Ichneumonidae.